# ورم الغدة الجار درقية
ورم الغدة الجار درقية أو ورم غدي دريقي (بالإنجليزية: Parathyroid adenoma)‏ هو ورم حميد يصيب الغدد جارة الدرقية. عادة ما يسبب فرط نشاط جارات الدرقية، يوجد عدد قليل جداً من التقارير عن غدومات دريقية لم تسبب فرط نشاط جارات الدرقية.
عادة ما يكون لدى الإنسان أربع غدد جارات درقية تقع على السطح الخلفي للغدة الدرقية في الرقبة. من أجل الحفاظ على استقلاب الكالسيوم، تفرز جارات الدرقية الهرمون جار درقي (PTH) الذي يحفز العظام على إطلاق الكالسيوم والكلى على إعادة امتصاصه من البول إلى الدم وبالتالي زيادة مستواه المصلي؛ بينما يكون عمل الكالسيتونين معاكس لذلك تماماً. عندما يتسبب الغدوم الدريقي في فرط نشاط جارات الدرق، يُفرز المزيد من هرمون الغدد جارة الدرقية، مما يؤدي إلى ارتفاع تركيز الكالسيوم في الدم، مسبباً فرط كالسيوم الدم.

## الأعراض والعلامات
يمكن أن تشمل العلامات الأولى للغدوم الدريقي وفرط نشاط جارات الدرقية الأولي كسور عظمية وحصيات بولية مثل الحصيات الكلوية.
في كثير من الأحيان يكتشف الغدوم الدرقي صدفةً بسبب اختبارات الدم الروتينية التي تكشف عن نسبة عالية من الكالسيوم في الدم، والذي قد يظهر في اختبارات البول أيضاً. قد لا يعاني المرضى من أي أعراض ملحوظة ولكن يمكن أن تسبب الكميات الزائدة من الكالسيوم مشاكل في وقت لاحق في الحياة في حال لم يتم علاجهم. ومع ذلك، يمكن أن يعاني المرضى من أعراض شائعة يمكن أن تتراوح من آلام مفصلية، عضلية، وبطنية إلى الانزعاج الطفيف. بالإضافة إلى ذلك، قد يعاني المرضى من الاكتئاب بسبب عدم التوازن الهرموني. يمكن أيضاً الإصابة بالإمساك والإرهاق نتيجة عدم انتظام تدفق الدم. كذلك يوجد احتمال أن تتضرر الكلى بسبب زيادة الكالسيوم في الدم.

## وراثياً
يمكن أن يترافق الغدوم الدريقي مع فرط التعبير عن مورثة cyclin D1.

## التشخيص

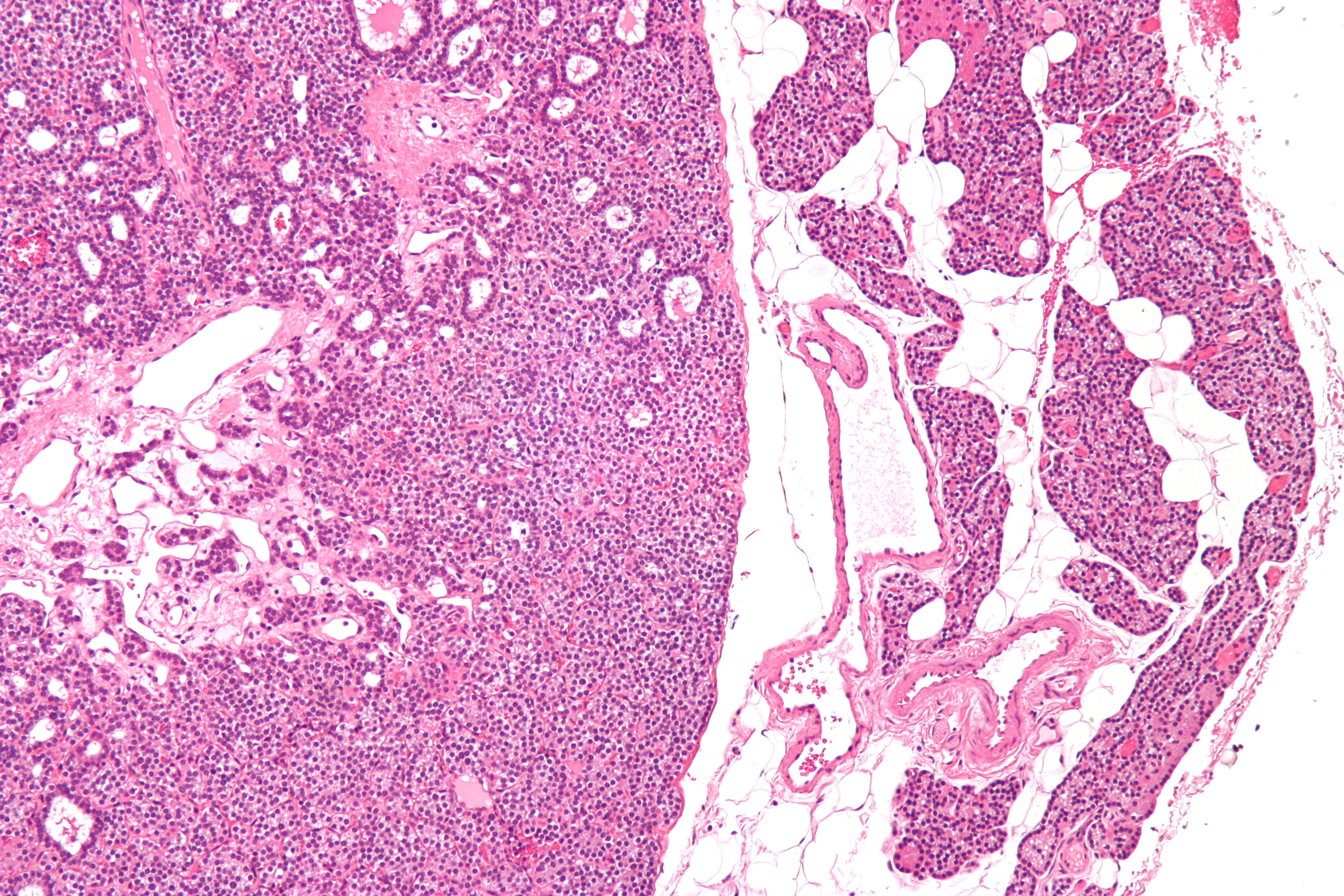
صورة مجهرية للغدوم الدريقي (يسار) مع غدة جارة درقية طبيعية (يمين)، بصبغة الهيماتوكسيلين والإيوسين

يتم تأكيد فرط نشاط جارات الدرقية عن طريق اختبارات دموية مثل مستويات الكالسيوم وهرمون جار الدرقية. أما الاختبار النوعي للغدوم الدريقي هو التصوير الومضاني لجارات الدرق بالـ سيستاميبي. تكشف تقنية التصوير النووي هذه عن وجود وموقع أنسجة جارات الدرقية المرضية.

## العلاج
تعتبر الجراحة العلاج الوحيد للغدومات الدريقية. إذ تنجح في حوالي 95٪ من الحالات. استئصال الدريقات هو إزالة الغدة (الغدد) المصابة. في السابق، كان معيار علاج فرط نشاط جارات الدرق الأولي تقنية جراحية تسمى استكشاف الرقبة ثنائي الجانب، حيث يتم فتح الرقبة من كلا الجانبين، وتحديد الغدد جارة الدرقية، وإزالة الأنسجة المصابة. بحلول الثمانينيات، أصبح استكشاف الرقبة أحادي الجانب أكثر شيوعاً. يمكن الآن إجراء استئصال جارات الدرقية بأسلوب جراحة طفيفة التوغل، ويرجع ذلك أساساً إلى تقنيات التصوير التي تحدد موقع الأنسجة المصابة. تشمل التقنيات الجراحية البسيطة الاستئصال الجراحي المفتوح، والإجراءات الموجهة بالموجات الراديوية وبمساعدة الفيديو، والجراحة التنظيرية.
قبل إجراء الجراحة، يجب تحديد مكان النسيج الغدي المصاب. على الرغم من أن الغدد جارة الدرقية تقع عادة في الجزء الخلفي من الغدة الدرقية، إلا أن توضعها متغاير. يعاني بعض الأشخاص من غدة جارة درقية واحدة أو أكثر في مكان آخر في الرقبة أو في الصدر. حوالي 10٪ من الغدومات الدريقية منتبذة، ولا تقع على الجزء الخلفي من الغدة الدرقية بل في أماكن أخرى من الجسم، وأحياناً في المنصف. هذا يمكن أن يجعل من الصعب تحديد موقعها، لذلك يتم استخدام تقنيات التصوير المختلفة، مثل المسح بالسيستاميبي، التصوير المقطعي المحوسب بإصدار فوتون واحد (SPECT)، الموجات فوق الصوتية، التصوير بالرنين المغناطيسي، والتصوير المقطعي المحوسب. في بعض الأحيان يمكن استئصال الغدومات الدريقية عن طريق حقن الإيثانول أو عبر الليزر أو الترددات الراديوية الموجهة بالموجات فوق الصوتية.

## صور مجهرية للغدوم الدريقي

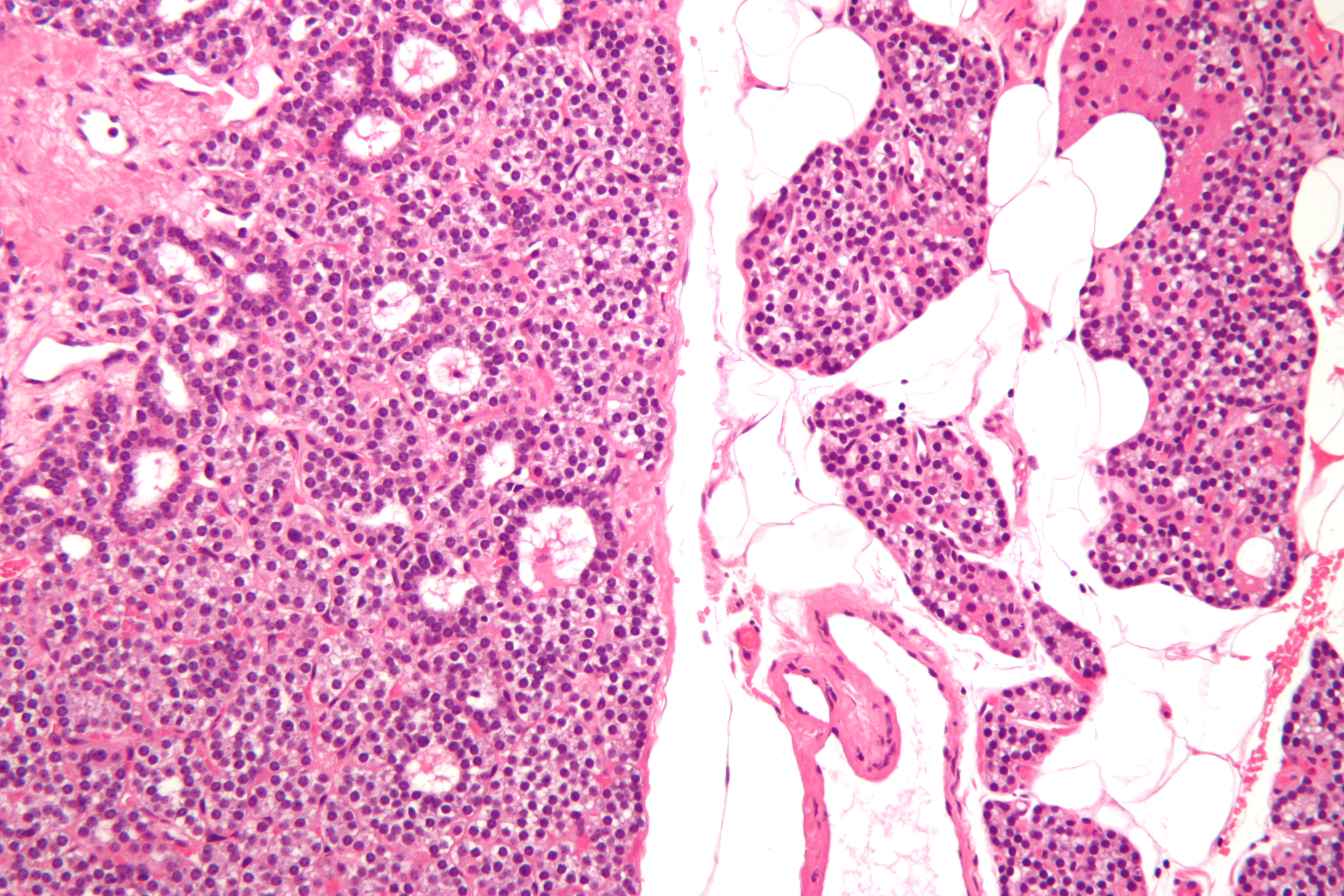
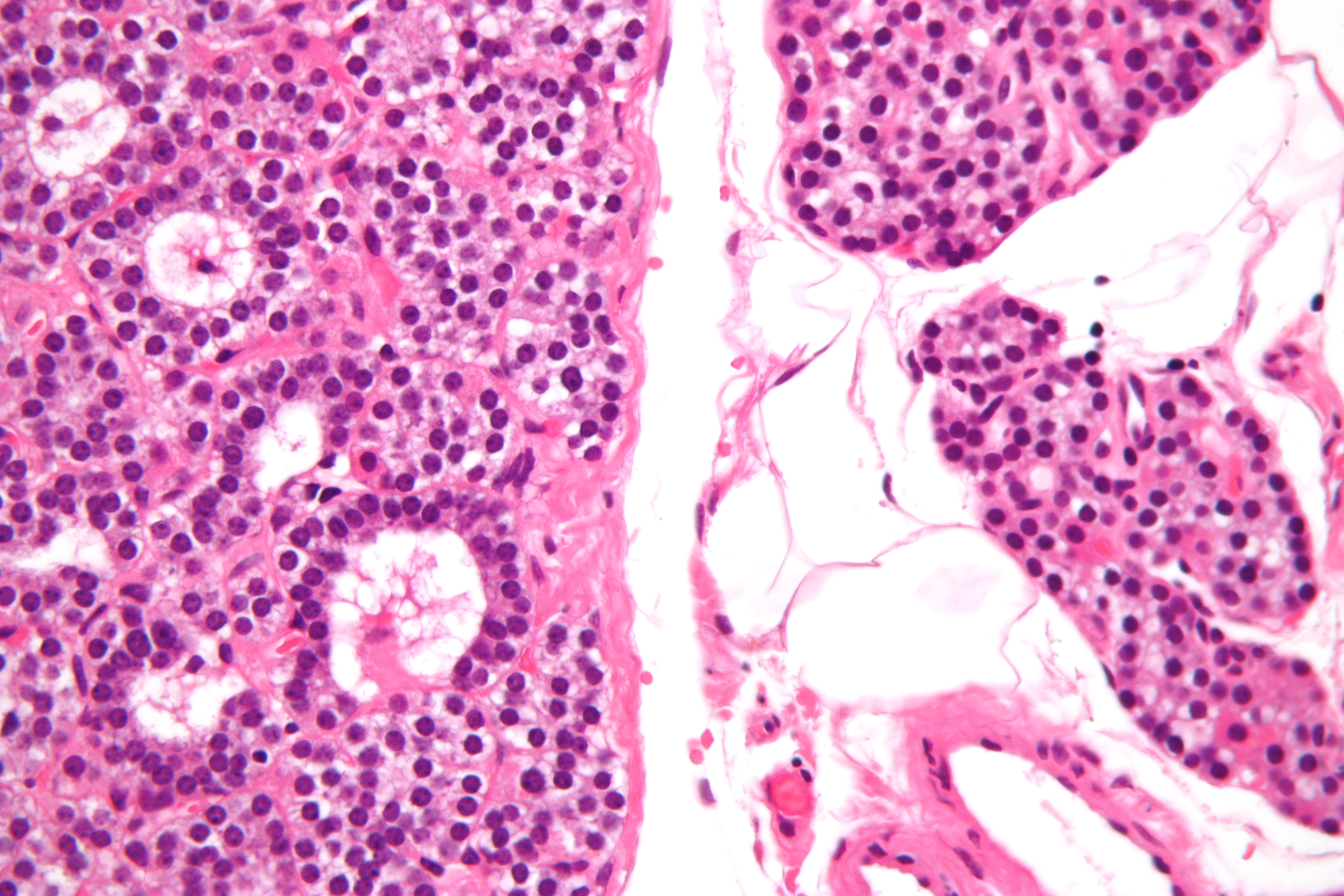
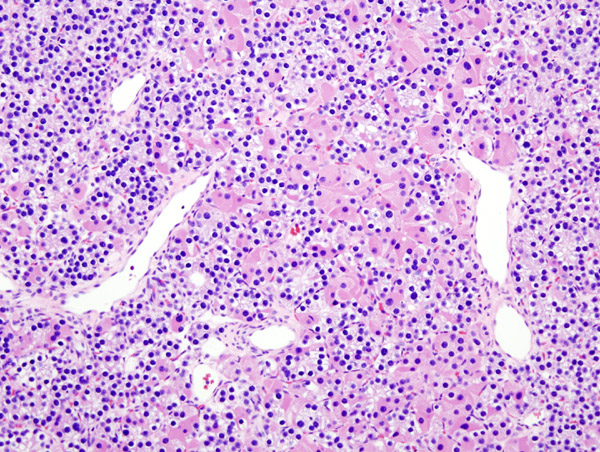
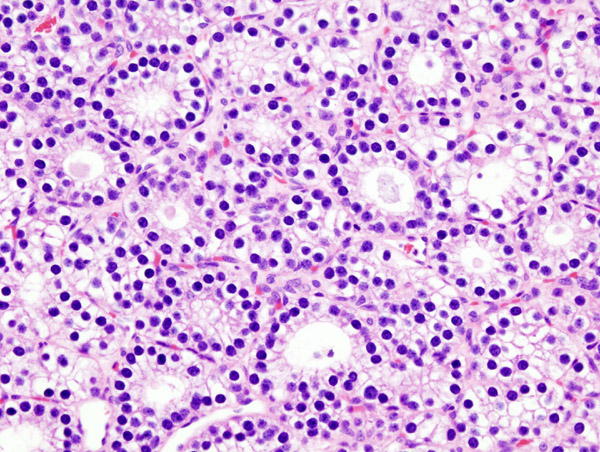
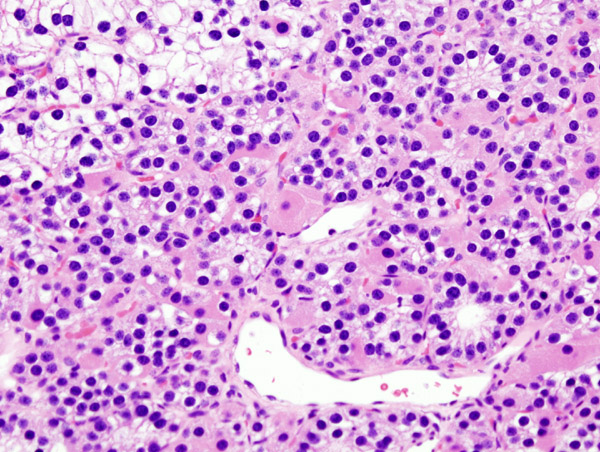